# 鈴木仙八
鈴木 仙八（すずき せんぱち、1899年8月19日 - 1967年5月14日）は、日本の政治家。自由民主党衆議院議員（5期）。

## 来歴
1899年東京府北豊島郡王子村（現東京都北区）に鈴木八五郎の三男として生まれる。王子町議、東京市議、東京府議を歴任する。1942年の第21回衆議院議員総選挙では東京6区（当時）から非推薦で立候補して落選した。翌年、東京都発足による第1回東京都議会議員選挙では王子区から立候補して当選した。1946年の第22回衆議院議員総選挙に東京都第1区（当時）から日本自由党公認で立候補して初当選。鳩山一郎派に属した。1947年の第23回衆議院議員総選挙からは、東京都第5区で立候補した。第1次吉田内閣の商工参与官、第3次吉田内閣の建設政務次官、衆議院決算委員長を歴任した。1961年、日本国憲法下で唯一可決された不信任決議である、久保田鶴松衆議院副議長への不信任決議案を提出した。
1963年の第30回衆議院議員総選挙で落選、政界を引退した。この他自民党東京都連副会長、日本身体障害者団体連合会の初代会長、王子百貨店社長などを務めた。1967年死去。

## 人物
- 隻眼で、常に片眼に眼帯をしていたと伝えられる。同じ自由党の高橋英吉と風貌がよく似ていたらしく、吉田茂が高橋を鈴木と間違えたというエピソードがある[6]。